# أوفه كولبه
أوفه كولبه (بالألمانية: Uwe Kolbe). هو كاتب ألماني. ولد عام 1957 في برلين. نشر أول مؤلفاته في مجلة الشكل والمضمون. وعمل كولبه في عام 1981/1980 في معهد لايبزج للأدب. إلا أنه واجه صعوبات كبيرة بسبب مؤلفاته، مما أدى إلى منع كتبه من النشر. ومنذ عام 1985 استطاع أن يقوم بعدة رحلات خارج ألمانيا الديموقراطية. وعاش منذ 1988 في هامبورغ، ثم انتقل للعيش في برلين.

## أعماله
- مولود هناك «Hineingeboren» (قصائد 1975-1979).
- ميكادو أو القيصر عار «Mikado oder Der Kaiser ist nackt» (نشره على نفقته 1988).

## روابط خارجية
- أوفه كولبه على موقع IMDb (الإنجليزية)
- أوفه كولبه على موقع مونزينجر (الألمانية)